# Persecución de los homosexuales en la Alemania nazi

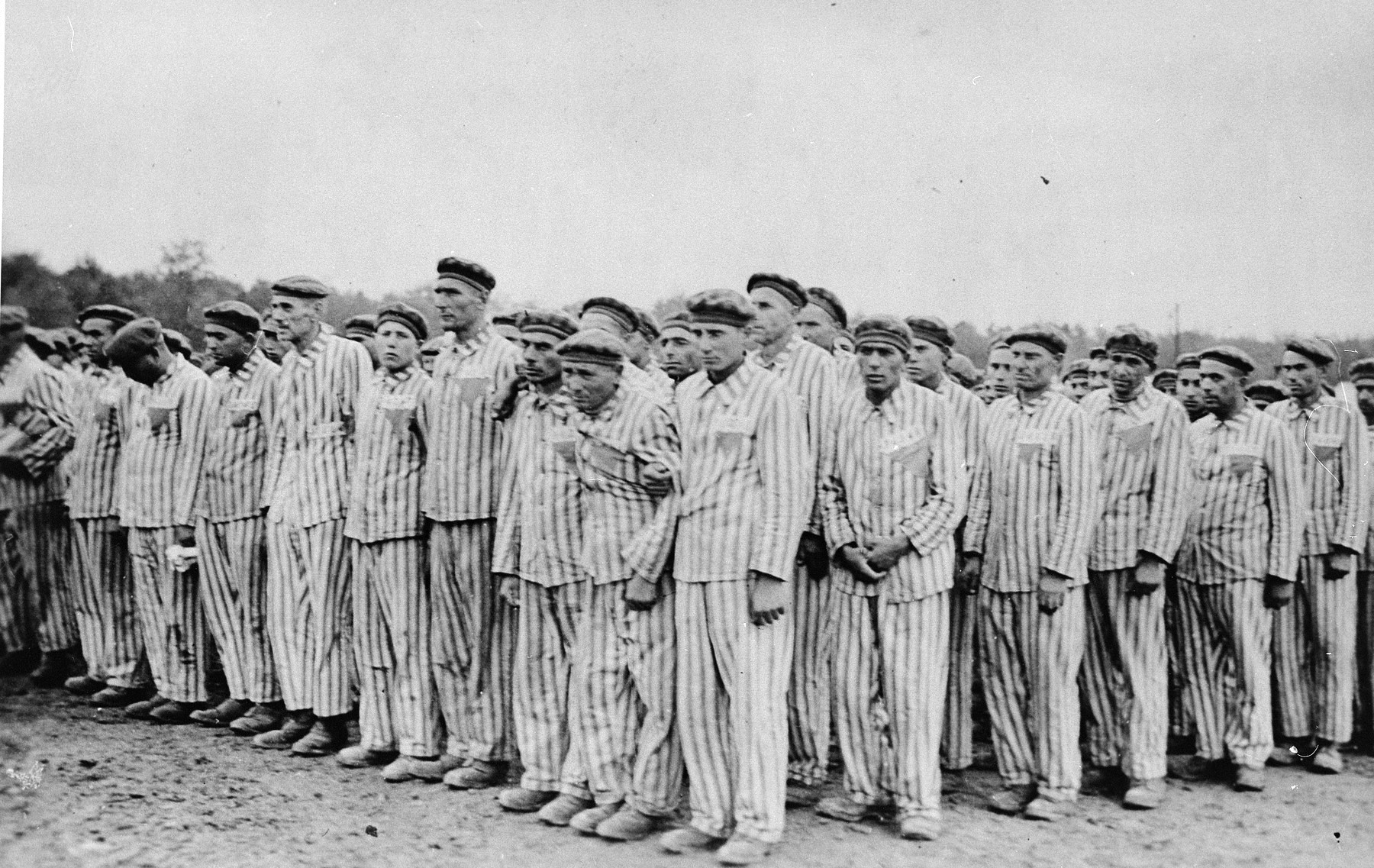
Hombres homosexuales en el campo de concentración de Buchenwald, ca. 1938-1941

La persecución de los homosexuales en la Alemania nazi es considerada uno de los episodios más graves en la larga historia de discriminación y violencia hacia las minorías sexuales. Antes de 1933, las relaciones homosexuales eran ilegales en Alemania bajo el artículo 175 del Código Penal alemán. Sin embargo, la ley no se aplicaba de manera estricta y existía una próspera cultura gay en las ciudades alemanas. Cuando los nazis ascendieron al poder en 1933, se cerró la infraestructura de los clubes y organizaciones del primer movimiento homosexual, y sus publicaciones se suspendieron. Tras la «noche de los cuchillos largos» en 1934, el Estado policial aumentó su hostilidad hacia este grupo. En 1935, una revisión del artículo 175 facilitó que se presentaran cargos penales por actos homosexuales, lo que provocó un aumento de arrestos y condenas. La persecución alcanzó su punto máximo en los años previos a la Segunda Guerra Mundial y se extendió a todo el territorio anexado por los alemanes durante el conflicto.
El régimen nazi consideró como uno de sus objetivos primordiales la eliminación de todas las manifestaciones homosexuales en Alemania. Los perseguidos eran frecuentemente arrestados en redadas policiales tras denuncias y confesiones obtenidas mediante duros interrogatorios a otros homosexuales, quienes también eran torturados. Calificados como «parásitos antisociales» y «enemigos del Estado», entre 1933 y 1945 se persiguió a más de un millón de alemanes homosexuales, de los cuales aproximadamente 100 000 fueron arrestados. De estos, unos 50 000 fueron condenados a cumplir penas de prisión, mientras que otro número incierto fue internado en hospitales psiquiátricos. Se estima que entre 5000 y 15 000 homosexuales fueron prisioneros en los campos de concentración nazis, donde se les obligaba a portar un triángulo rosa como distintivo. Allí, la tasa de mortalidad fue de 60 %, mucho más alta que la de otros grupos perseguidos, siendo las causas de muerte más comunes el hambre, enfermedades, agotamiento, golpizas y asesinatos. Por esta razón, en la actualidad estas personas son reconocidas como víctimas del Holocausto.
Después de la guerra, no hubo investigaciones ni compensaciones a los afectados. Los homosexuales inicialmente no fueron considerados víctimas del nazismo porque la homosexualidad en general siguió siendo ilegal en los Estados sucesores de la Alemania nazi. Incluso, tras su liberación, muchas víctimas fueron nuevamente condenadas y pasaron de los campos de concentración a las cárceles. La persecución recién llamó la atención del público en general durante el movimiento de liberación homosexual de la década de 1970, en el que el triángulo rosa fue reapropiado como uno de los símbolos de la comunidad.

## Tolerancia durante la República de Weimar
Aunque durante la república de Weimar el código penal alemán condenaba las prácticas homosexuales masculinas, por medio del artículo 175, la presión policial en las grandes ciudades era baja. Berlín era considerada una ciudad liberal, con muchos locales, cabarets y clubes nocturnos homosexuales. Ya a comienzos de la república se había formado incluso un movimiento reivindicativo de los derechos de los homosexuales que tuvo su origen en el Institut für Sexualwissenschaft (Instituto para la investigación sexual) dirigido por Magnus Hirschfeld y el Comité científico humanitario, en el que también colaboraba Hirschfeld.
En este periodo de entreguerras surgieron otras organizaciones homosexuales. Hans Kahnert, insatisfecho con el enfoque científico de las organizaciones de Hirschfeld, fundó en los años 1920 la Asociación de la Amistad Alemana destinada a formar lazos de camaradería entre los homosexuales alemanes. Abrió un centro en Berlín con reuniones semanales y publicando un boletín también semanal llamado Die Freundschaft (La amistad). En 1921 la asociación lanzó un llamamiento a la acción para que los homosexuales alemanes participasen en la reforma legal:

Homosexuales, ustedes conocen las razones que motivan a sus oponentes. También saben que sus líderes y sus abogados han trabajado duro e incansablemente durante décadas para eliminar los prejuicios, difundir la verdad, reivindicar nuestros derechos; y esos esfuerzos no han sido del todo en vano. Pero la conclusión final es que ustedes mismos deberán reivindicar sus derechos. En última instancia, la justicia sólo será el fruto de su esfuerzo. La liberación de los homosexuales sólo puede lograrse gracias al esfuerzo de los propios homosexuales.

La gran libertad de prensa que hubo durante la república de Weimar provocó una explosión de material impreso sobre la homosexualidad, como Der Eigene editada por otro grupo de defensa de los derechos de los homosexuales, Gemeinschaft der Eigenen. Durante el periodo de entreguerras se publicaron treinta diarios, revistas y boletines diferentes dirigidos a homosexuales. Aparecieron novelas y libros de todo tipo. En 1919 se realizó la película Anders als die Andern (Diferente a los demás), interpretada por Conrad Veidt, que narra la historia de un homosexual víctima de chantaje que va en busca de ayuda a un médico famoso (interpretado por el mismo Magnus Hirschfeld); por lo visto los chantajes a homosexuales eran una auténtica industria en Alemania. Y en 1921 se fundó el grupo de teatro homosexual Theater des Eros.
Pero el cambio de clima empezó a notarse en 1920 cuando Hirschfeld fue agredido por antisemitas en Múnich, un asalto recogido con regocijo por la prensa nazi. Hirschfeld sufrió otro atentado en 1923, durante una conferencia le disparó un joven en Viena, siendo heridas varias personas más.
En 1928, la lucha por anular el artículo 175 del código penal, que condenaba las relaciones homosexuales, estaba en su apogeo. Se pidió a los partidos políticos alemanes que declararan su opinión al respecto. Un año más tarde, Hirschfeld había convencido a un comité parlamentario para que sometiera al Reichstag un proyecto de ley para eliminar el artículo 175. Todos los delegados de los demás partidos políticos alemanes, votaron a favor de la retirada del artículo 175 en la votación del comité. Por lo que el parlamento estaba virtualmente a punto de reformar el código cuando el hundimiento de la bolsa de Nueva York (Crack de 1929), la crisis financiera mundial que siguió y la anexión de Austria dieron al traste con el nuevo proyecto de ley.

## Decadencia y desaparición del movimiento homosexual

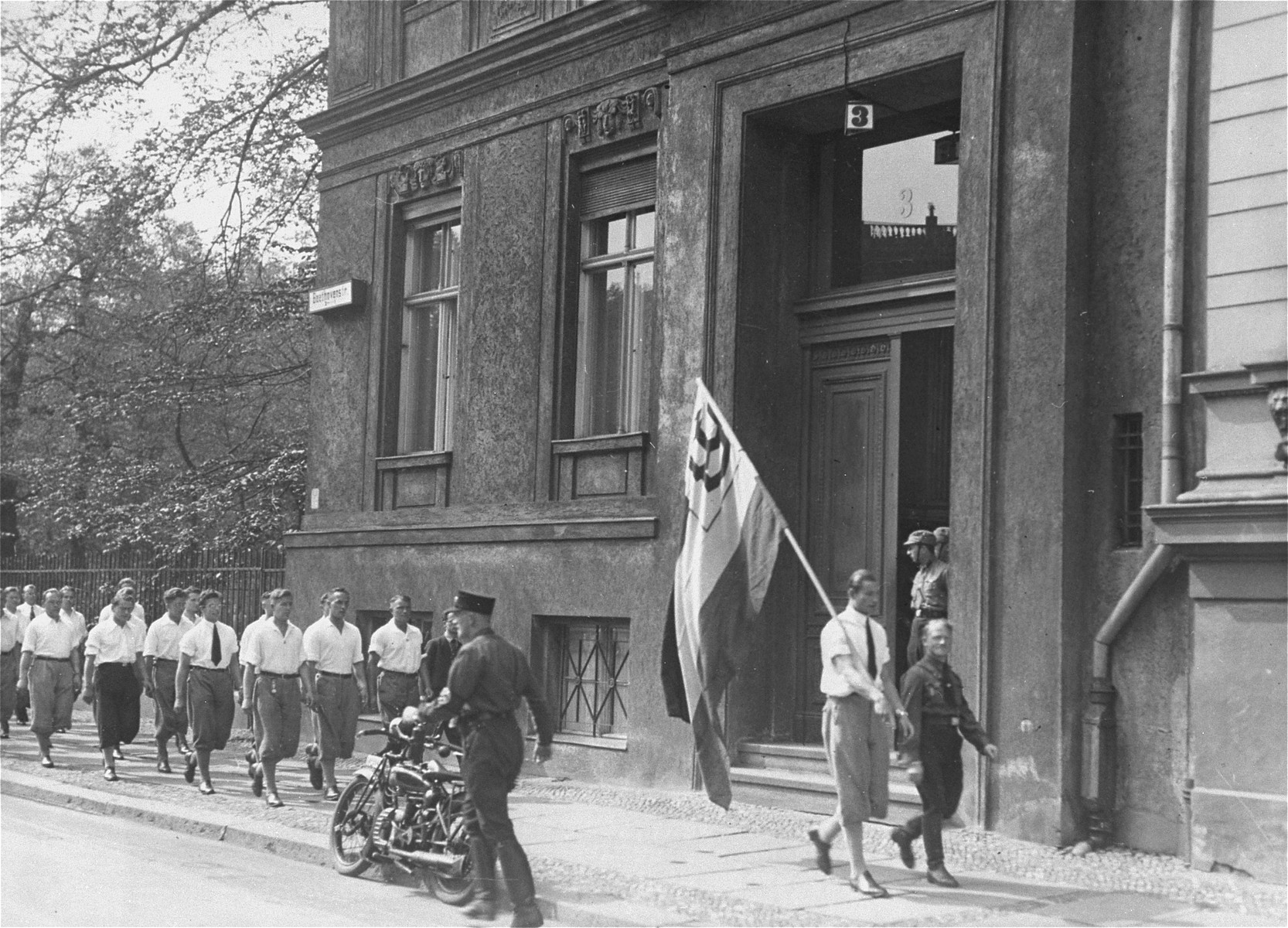
Estudiantes de la Deutsche Studentenschaft, organizada por el partido nazi, desfilan en frente del Institut für Sexualwissenschaft en Berlín el 6 de mayo de 1933 - antes de saquear y confiscar los archivos, libros y fotos para quemarlas.

El movimiento homosexual se encontraba en decadencia desde finales de los años 20. No haber alcanzado la eliminación del §175 había sido una decepción después de haber conseguido el primer trámite. La eliminación nunca llegó a realizarse: en 1930 Alemania comenzó a igualar su código penal con el de Austria, que exigía el mantenimiento del artículo; las discusiones continuaron hasta la llegada al poder de Hitler.
En 1930, el NSDAP ya había conseguido ser la segunda mayor fuerza en el parlamento y las SA comenzaban a actuar en las calles. El ambiente era tan peligroso que Hirschfeld no volvió en 1932 de uno de sus viajes al extranjero y se dirigió directamente al exilio en Suiza. En 1932 murió Radszuweit, uno de los grandes pilares del movimiento homosexual, y en 1933 murió Richard Linsert, que había sido muchos años secretario y uno de los elementos fundamentales del Comité Científico Humanitario, que se disolvió tras su muerte.
A partir de la llegada de Hitler al poder en enero de 1933 se precipitan los acontecimientos. En febrero, el Ministerio del Interior de Prusia ordenó el cierre de todos los locales y revistas que estuviesen relacionadas con los homosexuales. En mayo el Institut für Sexualwissenschaft fue cerrado, saqueado y su biblioteca ardió junto a otras obras «contrarias al espíritu alemán» el 10 de mayo de 1933. En junio se disuelven definitivamente las asociaciones de homosexuales.

## Pensamiento ideológico nazi
La homofobia del NSDAP, Partido Nacionalsocialista Alemán de los Trabajadores o, como se le ha venido conociendo, partido nazi, queda inicialmente en segundo plano frente al antisemitismo, que es su frente de batalla más visible. Como ejemplo, ni en el programa del NDSAP, ni en Mein Kampf se encuentran frases explícitas en contra de la homosexualidad. En 1928, a una pregunta de la revista Der Eigene, el NSDAP respondió:

Gemeinnutz vor Eigennutz! Nicht nötig ist es, daß Du und ich leben, aber nötig ist es, daß das deutsche Volk lebt. Und leben kann es nur wenn es kämpfen will, denn leben heißt kämpfen. Und kämpfen kann es nur, wenn es Zucht übt, vor allem in der Liebeslust. Unzüchtig ist freie Liebe. Darum lehnen wir sie ab, wie wir alles ablehnen, was zum Schaden für unser Volk ist. Wer gar mannmännliche oder weibweibliche Liebe denkt, ist unser Feind. Alles, was unser Volk entmannt, zum Spielball unser Feine macht, lehnen wir ab, denn wir wissen, daß Leben Kampf ist [...]
¡El interés de la comunidad por delante del interés propio! No es necesario que tú y yo vivamos, pero es necesario que viva el pueblo alemán. Y sólo puede vivir si quiere luchar, porque vivir significa luchar. Y sólo puede luchar si se mantiene púber. Pero sólo se puede mantener púber si mantiene la disciplina, sobre todo frente a la lujuria. El amor libre es obsceno. Por eso lo rechazamos, tal como rechazamos lo que daña a nuestro pueblo. El que piensa en amor entre hombres o entre mujeres es nuestro enemigo. Rechazamos todo lo que castra a nuestro pueblo, que lo convierte en juguete de nuestros enemigos, porque sabemos que la vida es lucha [...].
NSDAP

Poco más tarde, en 1930, el Völkischer Beobachter, órgano oficial del NSDAP, comparaba a los homosexuales con lo peor del alma de los judíos y recomendaba tratarlos como criminales aberrantes.
La actitud de los primeros años del NSDAP se puede dividir en tres corrientes principales:
- La primera abogaba por la aceptación de la homosexualidad y la eliminación del §175, cuya cabeza visible más conocida era Ernst Röhm, jefe de las SA y él mismo homosexual.
- La segunda corriente sería la representada por Hitler mismo, que personalmente no parecía tener nada en contra los homosexuales, mientras fueran discretos.
- Finalmente estaban aquellos que eran profundamente homófobos, entre los que se cuenta Heinrich Himmler, que llegaría a ser jefe de las SS (Schutzstaffel).[3]

La persecución de los homosexuales bajo el régimen nazi, a pesar de los esfuerzos de una parte de los dirigentes del partido, sobre todo Himmler, de extenderla y aumentarla, nunca llegó a tener el carácter sistemático ni los métodos a gran escala que se emplearon para la eliminación de otros grupos, sobre todo comparado con el caso de los judíos. No existió un plan generalizado de asesinato de todos los homosexuales y solo una pequeña proporción de homosexuales acabó detenido o en los campos de concentración. Otra diferencia con el caso judío es que los homosexuales solo fueron perseguidos en el Reich y los territorios anexados, no en los territorios ocupados. Existen diversas razones para ese proceder. Por una parte, el régimen perseguía «actos», aunque fuesen supuestos, y no «tendencias», distinguiendo claramente entre los homosexuales «seducidos», que se podían «curar» por castración u otros métodos, y los «irrecuperables». Por ejemplo, el autor Friedo Lampe vio censurado y secuestrado su libro Am Rande der Nacht (1933, Al filo de la noche) por el régimen nazi, ya que incluía escenas homosexuales. Lampe pudo seguir trabajando y publicando en Berlín a pesar de su conocida homosexualidad. También existen casos documentados en los que los vecinos defendieron a acusados y evitaron su detención. En general, a los homosexuales les era posible la ocultación o incluso la realización de matrimonios más o menos de conveniencia.
Por otra parte, la homosexualidad de Röhm fue empleada en estos primeros años por la oposición para atacar al NSDAP. Sobre todo fue el periódico Münchener Post de tendencia socialdemócrata, pero también otros como Welt am Montag, los que aprovecharon la detención por el §175 de Röhm en 1931 para ridiculizar a las camisas marrones. También periódicos extranjeros, exiliados o intelectuales emplearon la estrategia, como Bertolt Brecht, que en versos se burlaba de que Hitler se había desecho el 30 de junio de 1934 de un antiguo amante. El tema de la homosexualidad de Hitler ha sido retomado posteriormente por el historiador alemán Lothar Machtan en su libro El secreto de Hitler (2001), que ha sido criticado como dudoso por otros historiadores como Hans Mommsen e Ian Kershaw.

## La noche de los cuchillos largos y el asunto Fritsch

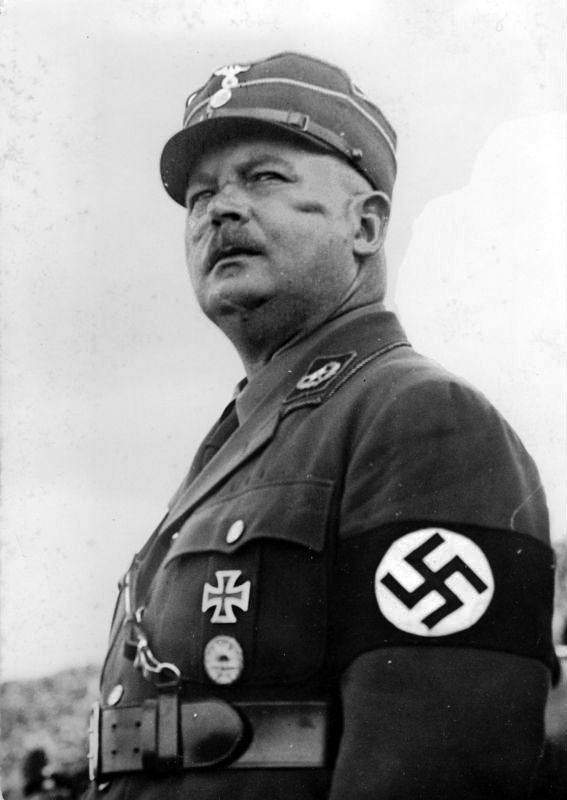
Ernst Röhm fue el principal dirigente de la SA. Sus ambiciones políticas y el recelo que inspiraba en los líderes nazis fueron unos de los principales motivos que llevaron a la Operación Colibrí.

Desde la llegada de Hitler al poder, las SA y la Gestapo eran dueñas de la calle y comenzaron las persecuciones, detenciones y deportaciones a campos de concentración de judíos, comunistas, socialdemócratas, sindicalistas y todo aquel se opusiese al nuevo régimen. Los homosexuales inicialmente no se vieron excesivamente perjudicados por el cambio de régimen; por ejemplo, de los 2450 detenidos preventivos que había el 10 de abril de 1934 en Baviera, solo 10 lo eran por «vida licenciosa». Algunos jueces nazis afirmarían más tarde que esto era debido en parte al miedo a Röhm.
Röhm se había convertido en una de las personas más poderosas del régimen, jefe de las SA, un auténtico ejército paralelo de unos 400.000 miembros, y ministro sin cartera desde diciembre de 1933. Hitler le había asegurado en varias ocasiones su aprecio, la última vez a comienzos de junio de 1934; pero parece que su excesivo poder y sus veleidades revolucionarias habían comenzado a ser incómodas para la burguesía y sobre todo en el ejército. El 29 de junio de 1934, en un incidente que se ha llamado «La noche de los cuchillos largos», Hitler, con ayuda de Rudolf Heß, Joseph Goebbels y un grupo de las SS, viajaron a Múnich en avión para asesinar a los cabecillas de la SA, a la vez que se ajustaban las cuentas con algunos opositores del régimen, en total, unas 100 personas. Röhm, que había sido expulsado de la asociación de oficiales alemanes el día anterior, fue detenido, enviado a la prisión de Stadelheim y allí fue asesinado por Theodor Eicke, perteneciente a las SS y comandante del campo de concentración de Dachau. Durante la purga también fue asesinado Karl Ernst que, junto con Paul von Röhrbein y Röhm, formaba la «triada» homosexual de las SA. La justificación dada por Hitler fue un intento de golpe de Estado por parte de Röhm y las SA, pero no se olvidó de mencionar la homosexualidad de Röhm y la cúpula dirigente, acusándolos veladamente de perversión de menores.
Los mayores perdedores del incidente fueron los homosexuales: a partir de ese momento la retórica antihomosexual pasó a formar parte del discurso nazi, que fue útil a Hitler en el llamado escándalo Blomberg-Fritsch. En enero de 1938 se descubrió que el general Werner von Blomberg, Ministro de Guerra, se había casado con una mujer que estaba registrada en Berlín por prostitución. Blomberg tuvo que dimitir. Fritsch, a la sazón Comandante en Jefe (Oberkommando des Heeres) y uno de los candidatos a suceder al Ministro de la Guerra junto con Göring y Himmler, no era tan afecto a Hitler como Blomberg y en cambio muy popular en el ejército. A pesar de haber ordenado destruir un acta sobre la homosexualidad de Fritsch que le había presentado Göring en 1936, Hitler ordenó inmediatamente la reconstrucción de esa misma acta para emplearla contra el coronel general. Fritsch, detenido por la Gestapo, se negó a confesarse culpable a cambio del perdón y el 10 de marzo fue sometido un juicio. Durante el juicio, que no fue público, se demostró que había sido confundido con otro «von Fritsch» y se le declaró inocente, pero el daño ya estaba hecho: Hitler había anunciado el 5 de febrero a los generales las razones de la destitución de Fritsch, que nunca llegó a recuperar su puesto.
La homofobia fue empleada de nuevo entre 1936 y 1938 para debilitar el poder de la Iglesia católica en los llamados Klosterprozesse. En una campaña consciente, diversos religiosos y creyentes fueron acusados de homosexualidad y algunos incluso condenados. En 1940 también se usó el artículo 175 contra los opositores alemanes de los Sudetes en los llamados procesos de Dresde.

## Persecución de los homosexuales: el recrudecimiento del §175

Distribución territorial de Europa en 1941/42. En el mapa se pueden ver los territorios bajo administración alemana.

Casi exactamente un año después del asesinato de Röhm el régimen recrudeció el §175: a partir de ese momento, no se condenaría solo la penetración, sino también cualquier otra acción «habitual» entre homosexuales, independientemente de la técnica sexual empleada; por ejemplo, la masturbación en presencia de otro hombre o el tocamiento con intención «licenciosa» pasaron a ser delito. Además se añadieron el §175a, para casos «con agravante» (prostitución, empleo de posición de poder o violencia, sexo con menores de 21 años), y el §175b para la zoofilia. La nueva ley entró en vigor el 14 de junio de 1935. En los años siguientes se continuó discutiendo recrudecer aún más el §175, pero el veto de Hitler, que no consideraba apropiado un cambio de legislación con el país en guerra, evitó su entrada en vigor. La modificación de la ley y una mayor actividad policial incrementaron drásticamente el número de detenidos entre 1936 y 1938. En 1939, en plena Guerra, los tribunales militares comenzaron a juzgar a soldados por el §175. En total, entre 1933 y 1945 fueron juzgados unos 100.000 hombres, de los que aproximadamente la mitad fueron condenados, algunos a muerte.
Una de las primeras consecuencias de la Noche de los cuchillos largos fue una «limpieza» de homosexuales en el NSDAP y el Gobierno, de las que se encargó un órgano especial dirigido por Josef Meisinger, bajo órdenes directas de Himmler. En junio de 1936, por orden de Himmler, se creó la Reichszentrale zur Bekämpfung der Homosexualität und der Abtreibung (Central del Reich para la Lucha contra la Homosexualidad y el Aborto) como parte de la Gestapo (Policía secreta) y en octubre de 1939 pasa a depender del Reichskriminalpolizeiamt (Policía criminal). La dirección de la Reichszentrale, inicialmente en manos de Meisinger, pasa en marzo de 1936 a Erich Jacob, al que se une como director científico el psiquiatra y neurólogo Carl-Heinz Rodenberg. Ambos dirigieron la central hasta 1945, pero no sufrieron ningún tipo de consecuencias tras la Guerra. El objetivo principal de la Reichszentrale era la recopilación y el registro central de las fichas de homosexuales, las llamadas listas rosas. En 1939 poseían 33.000 fichas, en 1940 42.000. Ese mismo año, 1940, Himmler, a la sazón jefe de la policía alemana, ordenó «detener de forma preventiva, tras el cumplimiento de su condena, a todos aquellos homosexuales que hayan seducido a más de un amante», lo que a menudo significaba un traslado a los campos de concentración tras haber salido de la cárcel.
En 1941 Hitler emitió una orden secreta por la que establecía la ejecución de todos los miembros de las SS y de la policía que realizaran acciones «lujuriosas» con otro hombre, independientemente de la edad de ambos. Con ello, Hitler sustraía a las SS y a la policía del sistema judicial normal y, para casos que afectaran al §175 y §175a, introducía una legalidad específica en tribunales especiales. El número de personas que fueron ejecutadas como consecuencia de esta orden es desconocido.

### Legislación en Austria
Austria, a pesar de la anexión, mantuvo su propia legislación, en este caso el artículo 129 I b de 1852, que condenaba la Unzucht wider die Natur («lujuria contra natura») a cinco años de cárcel sin distinción de edad. El delito, a pesar de llevar el mismo nombre que el alemán de 1935, era distinto. Por ejemplo los tocamientos no eran delito, porque se consideraba que debía haber una «colaboración activa» para que existiese el tal delito, en cambio incluía actos masturbatorios. El artículo 129 I b hablaba de «lujuria contra natura [...] con personas del mismo sexo», lo que incluía a las mujeres, al contrario que la ley alemana.
En 1940, el Tribunal Supremo del Reich en Leipzig, que en 1939 se había convertido en tribunal supremo para Alemania y Austria, decidió unificar la definición de «lujuria contra natura», tomando la alemana. En consecuencia, la situación legal de los homosexuales empeoró considerablemente: a partir de ahora el tocamiento de los genitales pasaba a ser delito. Debido a que el artículo 129 I b no hacía distinción de edad y la legislación austriaca consideraba a los jóvenes como responsables penalmente desde los 14 años, los casos de jóvenes de 14 a 16 años eran tratados por los juzgados para adultos. La situación para los jóvenes se suavizó ligeramente en 1943 con el Reichsjugendgesetz («Ley de juventud»), que fijaba los castigos para menores de 21 años.

### Legislación en los Sudetes y el Protectorado de Bohemia
Tras la anexión de los Sudetes en 1938, una parte pasó a depender de Austria, otra de Baviera y otra de Sajonia, tomando las leyes respectivas. El resto del territorio formó el Gau de los Sudetes, el Sudentengau. En el Sudetengau se mantuvo la legislación checo-austriaca hasta el 1 de marzo de 1939, fecha en la que se introdujo el derecho penal alemán, con la salvedad de todos aquellos delitos que no estuviesen contemplados en el derecho alemán. Esta salvedad tenía como consecuencia que la homosexualidad femenina siguió siendo delito. La cosa aun era más complicada, puesto que estos cambios afectaban solo a los alemanes étnicos, que obtenían la ciudadanía alemana, y los checos que fuesen nativos de la zona, aquellos checos que se hubiesen asentado recientemente seguían con las leyes checo-austriacas. Es decir, una parte de los habitantes se legislaban por el §175 del derecho penal alemán y otra parte por el §129Ib del derecho austríaco.
En el Protectorado de Bohemia y Moravia la situación era similar. Los alemanes étnicos obtuvieron la ciudadanía alemana y pasaron a regirse por el §175, mientras que el resto de la población seguía con el §129Ib. Y de nuevo, la homosexualidad femenina no dejó de ser delito para las alemanas, por las mismas razones que en los Sudetes. En cambio la situación de los jóvenes alemanes étnicos mejoró, ya que el §175 hacía una distinción por edades. Al igual que ocurrió en Austria, el Tribunal Supremo del Reich decidió en 1940 que la definición de «lujuria contra natura» debía equipararse a la alemana, empeorando aquí también la situación de los homosexuales.

### Legislación en el Gobierno General
El 1 de septiembre de 1939, comenzó la invasión de Polonia por las tropas nazis. Ya en octubre se decidió que se aplicaría el derecho penal alemán en los juzgados militares y especiales en Polonia, mientras que para aquellos delitos que no cayesen bajo su jurisdicción se continuaría con el derecho polaco. A pesar de ello, los jueces alemanes introducidos en Polonia aplicaban el derecho Alemán, lo que se oficializó en junio de 1940, inicialmente solo para ciudadanos alemanes y Schutzangehörige polacos (aquellos que se podían «germanizar»). Esto implicaba un empeoramiento de la situación de los homosexuales, ya que el derecho polaco, inspirado en el francés, no condenaba las relaciones homosexuales de mutuo acuerdo entre adultos, aunque sí lo hacía en caso de relaciones sexuales con menores, uso de violencia o chantaje o prostitución. Así, a partir de junio de 1940 se pasó a aplicar el §175 en Polonia, situación que empeoró en 1941, cuando se agravaron las condenas para todos los polacos, en un intento de instrumentalizar las leyes para «limpiar» Polonia de polacos.
En 1942, Himmler ordenó que todos aquellos polacos que cometieran delitos de «sodomía» y otros, como «aborto» o «zoofilia», en territorio alemán no fuesen perseguidos judicialmente, sino que fuesen expulsados a territorio «no alemán», es decir, al Gobierno General, a no ser que hubiesen cometido el delito con un alemán. Esto incluía los territorios de Polonia que habían sido anexionados recientemente a Alemania. El mismo tratamiento debía ser dado a los polacos que realizaban trabajos forzados en Alemania y Austria. De esta forma, los homosexuales polacos salieron beneficiados de la orden ejecutiva de Himmler de 1942, que suponía en otros aspectos, un empeoramiento considerable de la situación de los polacos en general.

### Situación en Francia
Tras la invasión nazi en 1940, Francia fue dividida en diversas zonas. Los departamentos Norte y Paso de Calais fueron colocados bajo el gobierno nazi en Bélgica. El área del sudeste, fronterizo con Italia, fue entregado a Mussolini. Los departamentos de Mosela, Bajo Rin y Alto Rin, aunque formalmente no fueron anexionados por Alemania, a todos los efectos pasaron a formar parte del Reich bajo el nombre de «Alsacia-Lorena». En Alsacia y Lorena, los homosexuales fueron tratados igual que en el resto de Alemania y se han rastreado 22 juicios. El caso más conocido es el de Pierre Seel, uno de los pocos supervivientes del triángulo rosa que ha contado su historia.
El resto de Francia se dividía entre la «Zona ocupada», bajo administración militar alemana, y al sur la «Zona libre». El jefe de Estado nominal de ambas zonas era el general Henri Philippe Pétain, y aunque efectivamente solo tuvo poder real en la Zona libre hasta 1942, cuando las tropas alemanas ocuparon el sur, mantuvo su cargo hasta el final de la Guerra. A pesar de que el gobierno de Pétain apoyó la política de exterminio alemana, no hubo grandes persecuciones de homosexuales, tal como han demostrado en sus estudios Michel Celse, Pierre Zaoui y Michael D. Sibalis. La homosexualidad era legal en Francia desde 1810, hecho que no cambió tras la ocupación, a pesar de la modificación del artículo 334 del código penal, que elevaba la edad de consentimiento para relaciones homosexuales a los 21 años. El cambio se enmarcaba en un intento de «renovación de la moral» por parte del gobierno, que temía que los cadetes en los puertos de Brest, Toulon y Marsella cayesen en la prostitución y la desmoralización. La ley se mantuvo tras la Guerra, aunque como artículo 331, hasta su derogación el 4 de agosto de 1982.

### Situación en los Países Bajos
Los Países Bajos, bajo influencia ilustrada francesa, habían legalizado la homosexualidad a comienzos del siglo XIX, a pesar de que existiese en el código penal el artículo 248bis de 1911, que colocaba la edad de consentimiento para relaciones homosexuales a los 21 años. El 31 de julio de 1940, diez semanas tras la invasión, las autoridades alemanas introdujeron la Orden n.° 81 para la lucha contra el «vicio contranatura» (widernatürliche Unzucht), que prácticamente copiaba la ley alemana. Las relaciones homosexuales entre adultos holandeses se podían condenar con una pena de hasta cuatro años de cárcel; en el caso de prostitución o abuso de poder, la homosexualidad se podía condenar hasta a diez años de cárcel. Los llamados «jóvenes prostitutos» (Strichjunge) podían ser condenados a hasta tres años de trabajos forzados. A principios de 1941, las autoridades alemanas reestructuraron la policía holandesa, centralizándose la policía criminal en La Haya bajo las órdenes del SS-Hauptsturmführer Wenzky. El departamento encargado de luchar contra la homosexualidad era la Inspección II.D.3, la «Central para la lucha contra la homosexualidad».
Hacia mediados de 1943 ya se habían dado todos los pasos para una persecución a gran escala de los homosexuales. Sin embargo, entre agosto de 1940 y diciembre de 1943, no se han encontrado más que 138 juicios por homosexualidad, de los que 90 fueron declarados culpables, 50 fueron encarcelados y 10 fueron encerrados en manicomios por «otros» problemas mentales. El relativo bajo número de perseguidos se explica porque las acciones operativas estaban en manos de la policía neerlandesa, que tenía recursos limitados y otros frentes abiertos en la deportación de judíos y la resistencia, en la que también participaban homosexuales, como Nico Engelschman.

### Otros territorios ocupados
Se desconoce la política seguida en los territorios ocupados de Ucrania, el Ostland y Noruega. En Bélgica, Dinamarca, Serbia, Grecia y las zonas operativas militares (costa adriática, frente soviético y el Alpenvorland, es decir, los Prealpes) no se tomaron medidas para la criminalización de la homosexualidad. En general, en ninguno de estos territorios hubo una persecución masiva y sistemática de los homosexuales.

## «Tratamientos» médicos
El movimiento nacionalsocialista radicalizó el determinismo biológico que había venido desarrollándose desde finales del siglo XIX y comienzos del XX. Según este pensamiento, determinadas personas, principalmente criminales, «asociales» y deficientes mentales, heredaban sus características de generación en generación y la posibilidad de tratamiento o «cura» era prácticamente inexistente. Así, la única solución para librar a la sociedad de estos elementos inútiles o incluso perjudiciales era el internamiento, la esterilización o la eliminación. Para los ideólogos y los científicos nazis, los homosexuales caían claramente dentro de la categoría de los asociales. La campaña de esterilización llevada a cabo se cobró no menos de 400.000 víctimas en total.
Las primeras leyes sobre la esterilización de deficientes y enfermos mentales son del 14 de julio de 1933, poco después de la toma de poder de Hitler. Inicialmente los homosexuales no se vieron afectados, pero una ley de noviembre de ese mismo año, llamada Ley contra delincuentes habituales peligrosos y medidas para su puesta en seguridad y mejora, ofrecía la posibilidad a los jueces de ordenar la esterilización a los mayores de 21 años siempre que fueran acusados de «delitos peligrosos contra la moralidad ». En 1935 se introdujo un párrafo en la ley que debía proteger a la sociedad de personas con enfermedades hereditarias y que permitía la castración de homosexuales con delitos políticos o criminales, aunque solo de forma voluntaria. En 1939 se hizo un proyecto de ley para el tratamiento de los asociales, en el que ya no se hablaba de acto voluntario, sino que la decisión sobre la esterilización quedaba en manos del juez; un segundo proyecto de la misma ley de 1943 ordenaba la castración en casos en que la «moral pública» lo demandase; un tercer proyecto de ley de 1944 ordenaba la castración en casos en los que acciones repetidas o una «personalidad con tendencia» fueran necesarios para la seguridad pública. La evolución de la Guerra no permitió la introducción de estas reformas y en agosto de 1944 el Ministerio de Justicia ordenó que los trabajos fueran interrumpidos. Ya no es posible calcular su número exacto, pero muchos de los homosexuales que habían sido detenidos, encarcelados o trasladados a campos de concentración fueron liberados y enviados al frente, ya que la situación de guerra total obligaba al empleo de todos los hombres.
En el caso de los homosexuales se empleó a menudo la castración o Entmannung (lit. «deshombramiento»), como gustaba decir a los nazis. El objetivo no era evitar la reproducción, sino eliminar el impulso homosexual, es decir, la «cura». A pesar de que todavía no había una base legal, muchos médicos se ofrecieron a «tratar» a homosexuales en bien de la sociedad, aceptando como mal menor las posibles consecuencias en la salud de los «pacientes». Muy activos en este campo fueron el Dr. med. Gustav Boeters, consejero ministerial en Zwickau, y el Dr. med. Carl-Heinz Rodenberg, director científico de la Reichszentrale zur Bekämpfung der Homosexualität und der Abtreibung (Central del Reich para la Lucha contra la Homosexualidad y el Aborto). Boeters, que desde 1924 había estado ordenando esterilizaciones de disminuidos psíquicos, admitía en un artículo publicado en 1934 haber ordenado castrar a unos 60 «delincuentes morales», incluso antes de que la ley lo permitiese. El número de castraciones realizadas de esta forma incontrolada no es conocido, al igual que tampoco lo es el número de «voluntarios» que fueron castrados según la ley de julio de 1935, aunque a finales de 1935 el Reichsgesundheitsamt afirmaba que «solo» 87 hombres habían accedido. De los castrados según la ley de 1933, a finales de 1940, sumaban 2000 hombres.
El caso más extremo fue el del Dr. Carl Vaernet, SS-Sturmbannführer y endocrinólogo danés. Vaernet, que afirmaba poder curar la homosexualidad con una glándula patentada por él, consiguió el apoyo del jefe de la Cruz Roja alemana, el Prof. Dr. Ernst Robert Grawitz, y del propio Himmler para realizar una serie de experimentos con presos del campo de concentración de Buchenwald. Los experimentos se llevaron a cabo a partir del verano de 1944, implantándose en la zona de la ingle a 15 presos, la mayoría homosexuales, una glándula que liberaba una hormona sexual masculina artificial. Dos de los presos murieron por complicaciones posteriores.

## Campos de concentración

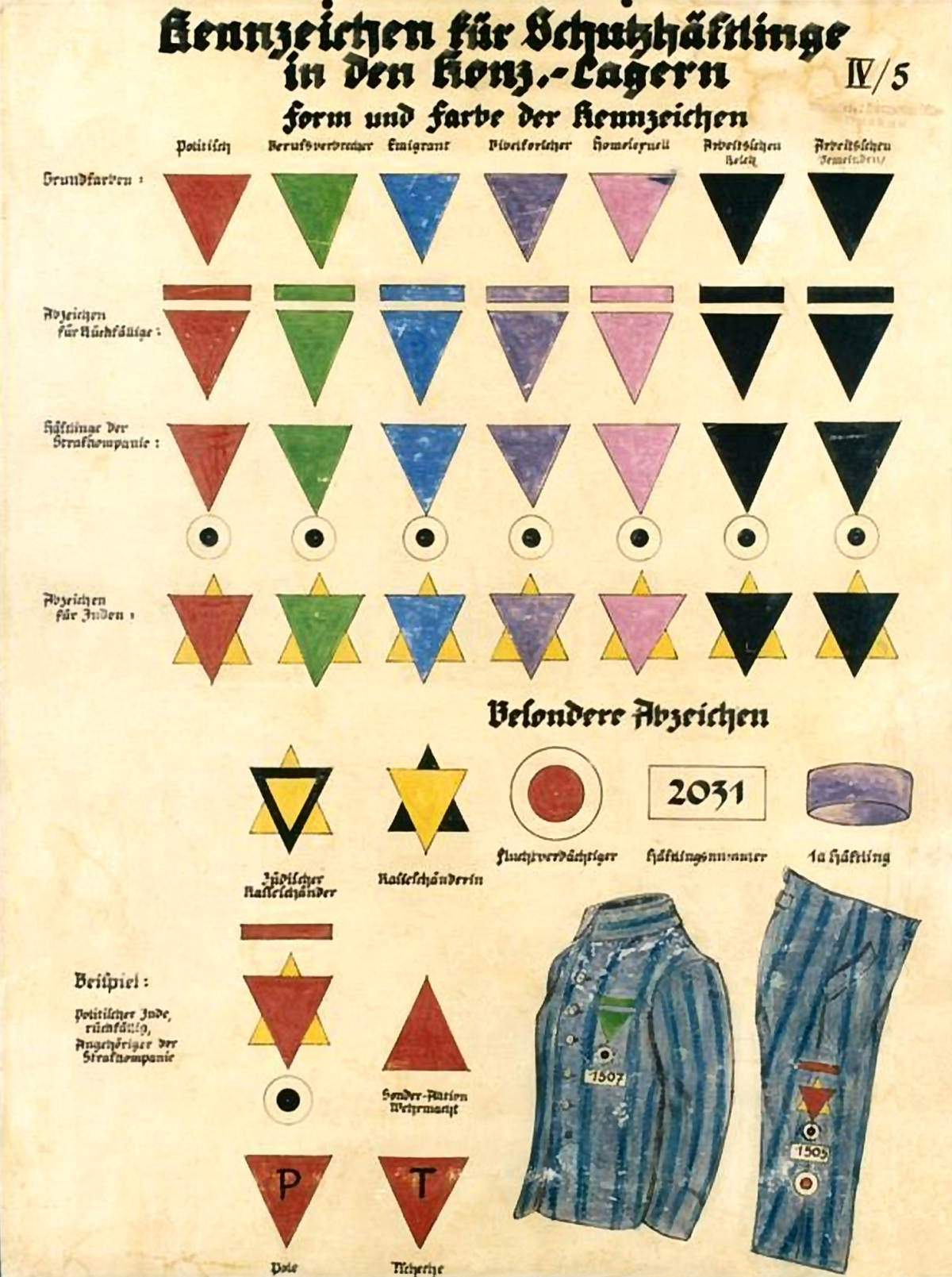
Cartilla de descripción del marcado de prisioneros en los campos de concentración. Los prisioneros homosexuales eran marcados con un triángulo rosa.

Se calcula que fueron enviados a campos de concentración por delitos de homosexualidad entre unos 5.000 y 15.000 hombres, una minúscula parte del total de presos que se calcula en más de cuatro millones. Los presos eran marcados con un triángulo rosa y formaban la casta más baja dentro de los campos, lo que implicaba que tuvieran la tasa de mortalidad especialmente alta.
En un informe realizado en 1945 tras la liberación de Buchenwald por el oficial judío estadounidense Albert Rosenberg, aparece el recuento de Ferdinand Röhmhild, preso número 1243, un escritor nacido en Fráncfort del Meno en 1903, titulado La situación de los homosexuales en el campo de concentración de Buchenwald. Cuenta Röhmhild que hasta 1938 los homosexuales se situaban en los barracones de presos políticos y llevaban una existencia relativamente discreta. En octubre de 1938 se les aisló en un bloque propio rodeado de alambre de espino, en una compañía de castigo propia y tenían que trabajar en la cantera, el trabajo más duro. La mezcla de personas de muy diferente origen, incluyendo criminales, dentro del bloque, hacía la vida especialmente difícil, puesto que las SS tendían a dar el puesto de kapo a los más sádicos. Los vigilantes de las SS a veces declaraban como «homosexuales» a presos a los que querían perjudicar y contra los que no podían emplear otras razones: la simple sospecha de homosexualidad bastaba y era prácticamente equivalente a la pena de muerte. Los homosexuales, considerados como los «de menos valor» de entre los presos, eran a menudo seleccionados para ir a los campos de exterminio de Mauthausen, Natzweiler o Groß-Rosen, o para realizar trabajos que implicaban la muerte. Hacia 1942 se suavizaron ligeramente las condiciones en Buchenwald; por una parte, la falta de mano de obra en Alemania obligaba a los responsables de los campos a tener más cuidado, y por otra, se logró quitar poder a las SS.
Las condiciones fueron similares en el campo de concentración de Dachau. Los primeros presos homosexuales del campo provenían de redadas realizadas en Baviera, basadas en los datos de las listas rosas. Se ha podido demostrar que del total de presos de Dachau, 585 eran homosexuales, un 0,25 %, pero solo 386 llevaban el triángulo rosa; los otros 202 portaban el triángulo verde. Su tasa de mortalidad se situaba en el 32,2 %, significativamente mayor que la tasa general, que se situaba en el 20,7 %. Esta cifra debe matizarse, ya que los presos que entraron antes de 1936 solían ser liberados tras 24 meses de prisión, pero casi la mitad de aquellos que entraron después de 1942 murieron pocos meses después de su llegada. Al igual que en Buchenwald, las durísimas condiciones de vida, el aislamiento de los demás presos y los trabajos forzados especialmente duros fueron las causas principales, pero también hubo muertes debidas a los experimentos médicos, de los que no se conserva mucha documentación; de los experimentos sobre malaria se han conservado los informes que muestran que, si de entre los presos normales se seleccionaba a uno de cada 200 para la realización de estos experimentos, de los presos con el triángulo rosa se seleccionaba a uno de cada 30. Y, a pesar de todo, Dachau es el campo de concentración que muestra una mayor tasa de supervivencia de entre los presos con el triángulo rosa, un 40 %.
La suerte de los homosexuales dentro de los campos de concentración apenas ha tenido tratamiento dentro de la literatura especializada, continuando una tradición de discriminación que no se interrumpió tras la Guerra. En dos monografías sobre los campos de concentración editadas en 1993, ambas de más de 350 páginas, solo se menciona a los homosexuales en cuatro líneas de sólo una de ellas. No fue hasta la primavera de 2000 que se realizó la primera exposición sobre los presos homosexuales en Alemania, en este caso, en el campo de concentración de Sachsenhausen. Tras la Guerra, existen dos testimonios principales que han relatado en primera persona sus experiencias en los campos de concentración. Fueron Heinz Heger, el primero en editar la historia de un superviviente de los campos de concentración, Josef Kohout, en 1972 (Los hombres del triángulo rosa), cuando el tema todavía era desconocido para el público, y Pierre Seel, que esperó hasta 1994 para publicar sus memorias. Otros hablaron en el documental Paragraph 175 de sus experiencias. El último en hacerlo ha sido Rudolf Brazda.

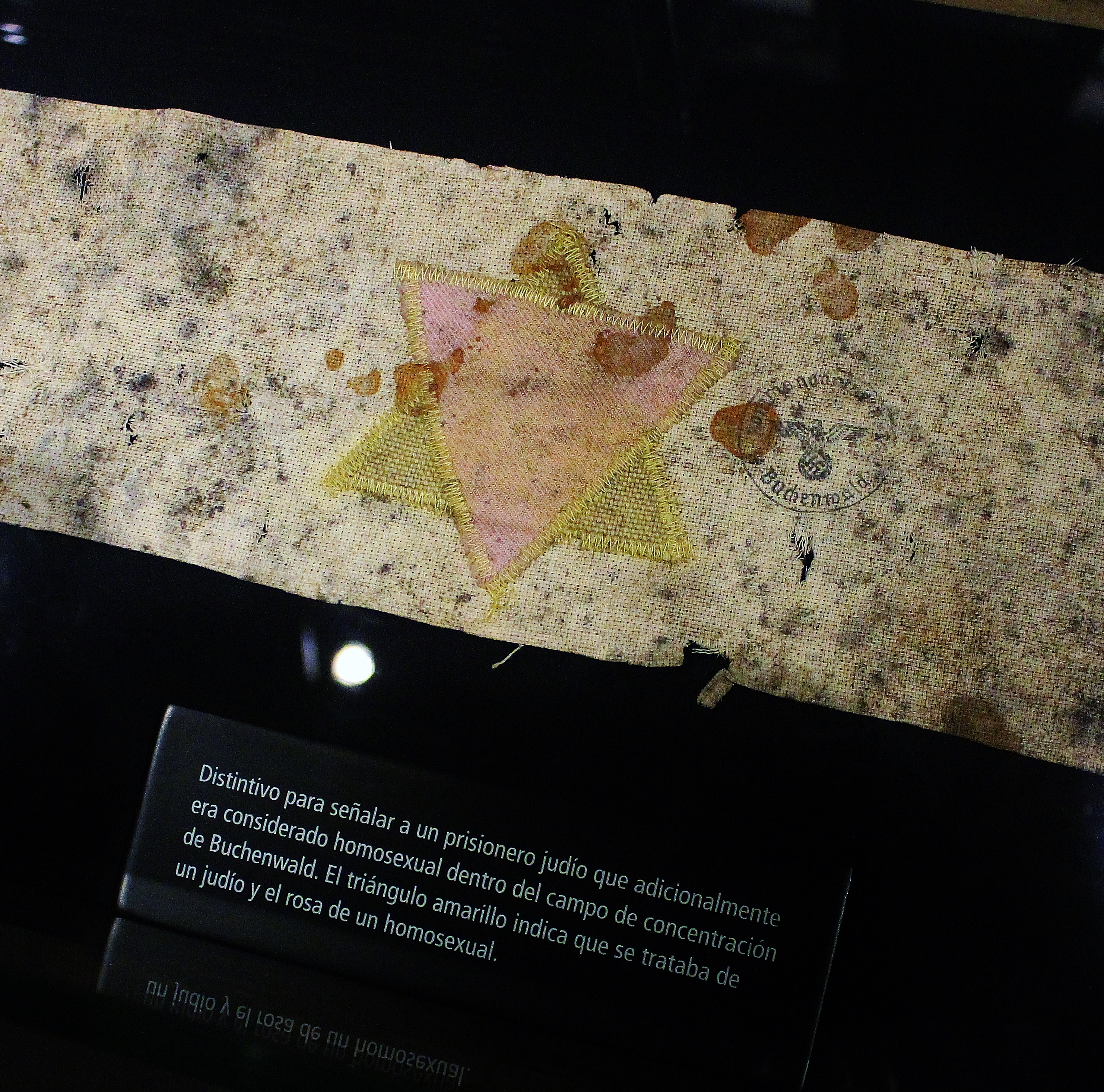
Distintivo para los judíos homosexuales en los campos de concentración.

## El lesbianismo bajo el III Reich
En general, se puede afirmar que el lesbianismo como tal no fue perseguido por el sistema, a pesar de que juristas aislados pedían un castigo y el movimiento lésbico y feminista fuera prohibido. Existen informes de casos individuales de lesbianas que fueron secuestradas y llevadas a prostíbulos en los campos de concentración, pero los hechos son tan vagos ―y en algunos casos contradictorios― que se ha dudado de su autenticidad. Naturalmente hubo lesbianas en los campos de concentración, pero condenadas por otros delitos (p. ej., los casos de Elli Smula y Felice Schragenheim).
El nazismo era tan androcentrista que en 1942 el Ministerio de Justicia todavía decía lo siguiente:

Die gleichgeschlechtliche Betätigung zwischen Frauen ist - abgesehen von Dirnenkreisen - nicht so verbreitet wie bei Männern und entzieht sich angesichts der innigeren Umgangsformen des gesellschaftlichen Verkehrs zwischen Frauen mehr der Beobachtung der Öffentlichkeit. Die damit verbundene größere Schwierigkeit der Feststellung solcher Handlungen würde die Gefahr unberechtigter Anzeigen und Untersuchungen in sich tragen. Der wichtige Grund für die Strafbarkeit der Unzucht zwischen Männern, der in der Verfälschung des öffentlichen Lebens durch die Schaffung von persönlichen Abhängigkeitsverhältnissen liegt, trifft bei Frauen wegen ihrer weniger maßgebenden Stellung in staatlichen und öffentlichen Ämtern nicht zu. Endlich sind auch Frauen, die sich einem widernatürlichen Verkehr hingeben, nicht in dem Maße wie homosexuelle Männer für immer als Zeugungsfaktoren verloren. Da sie sich erfahrungsgemäß oft später wieder einem normalen Verkehr zuwenden.
Los actos homosexuales entre mujeres no están tan extendidos como entre los hombres ―con la excepción de los círculos de prostitutas― y se ocultan más de la vista del público, debido a las formas de socialización menos públicas de las mujeres. La mayor dificultad que, por lo tanto, conlleva el descubrimiento de esas acciones, implicaría el peligro de denuncias e investigaciones injustas. La razón principal para la criminalización de la lujuria entre hombres se encuentra en la adulteración de la vida pública a causa de las relaciones de dependencia que se crean, razón que no se puede aplicar a las mujeres por su menor relevancia en los cargos públicos. Finalmente, las mujeres que se abandonan a las relaciones antinaturales no están perdidas para siempre para la reproducción en el grado en el que lo están los hombres homosexuales, ya que, como muestra la experiencia, a menudo vuelven más tarde a una relación normal.
Reichsministerium für Justiz (1942)

Las dificultades de las lesbianas durante la Guerra fueron debidas a la amenaza de persecución, que produjo una gran inseguridad, y sobre todo a la prohibición de realizar trabajos «de prestigio» a mujeres. Todas las mujeres quedaron en consecuencia relegadas a mano de obra barata, lo que en el caso de las lesbianas, sin ayuda del sueldo de un marido, fue especialmente duro para su supervivencia. En general, la suerte tanto de lesbianas como de homosexuales dependía en gran medida del capital social que poseían, como ha mostrado la historiadora norteamericana Laurie Marhoefer usando como ejemplo la historia de Ilse Totzke, una lesbiana perteneciente a la resistencia alemana.
Y aun así, el «club de bolos» Die lustige Neun («El nueve divertido»), creado en Berlín en 1924, consiguió organizar fiestas de lesbianas en las que participaban entre 200 y 300 mujeres por lo menos hasta abril de 1940. No se sabe si las fiestas, conocidas por las descripciones de las actas de la Gestapo que las vigilaba de cerca, continuaron durante los años de la Guerra; el caso es que se pierde el rastro.
La situación en Austria, donde la homosexualidad femenina era ilegal, ha sido estudiada por Claudia Schoppmann, que ha revisado las actas de los juicios. Su conclusión es que el número de juicios y los castigos impartidos fueron poco importantes, ya que en la mayoría de los casos no se llegó ni siquiera a imponer la pena mínima prevista por la ley y a menudo se concedía la libertad condicional. Sin embargo se conocen casos aislados de lesbianas condenadas por el artículo 129, párrafo 1 b, estudiados por Angela Mayer y Sylvia Köchl, que acabaron en campos de concentración.

## La posguerra
Tras perder Alemania la II Guerra Mundial en 1945, las potencias aliadas liberaron a todos los presos de los campos de concentración y ordenaron la eliminación de todas las leyes contaminadas por la ideología nazi. En el caso del artículo 175, inicialmente se mantuvo la versión de 1935 redactada por el gobierno de Hitler y en 1946 las potencias dejaron en mano de los gobiernos locales de los länder la decisión de modificar o no el artículo. Los diferentes estados federados trataron el asunto de formas distintas: por ejemplo, Turingia y Sajonia-Anhalt rechazaron la reforma de 1935. En general, la homosexualidad continuó siendo un delito.
Los homosexuales que habían sido detenidos, encarcelados o enviados a campos de concentración fueron tratados como criminales y no como víctimas. Los que se encontraban en la cárcel tuvieron que terminar sus condenas. Incluso algunos de los liberados de campos de concentración fueron detenidos de nuevo y tuvieron que terminar sus condenas en la cárcel, independientemente del tiempo que hubiesen pasado en «detención preventiva» en campos de concentración.
En 1948, la asociación de perseguidos por el régimen nazi Vereinigung der Verfolgten des Naziregimes de la zona de ocupación soviética se negó a reconocer a los homosexuales como víctimas del nazismo y un año más tarde rechazó la solicitud de ingreso de un homosexual que había pasado por los campos de concentración. Hechos como este se repetirían más tarde tanto en la Alemania occidental como en la oriental. Los homosexuales fueron ignorados en prácticamente todos los monumentos, estudios y museos, y ni fueron mencionados en los juicios de Núremberg. Ninguno de los prisioneros del triángulo rosa recibió una compensación del estado alemán; el tiempo pasado en la cárcel y en los campos de concentración ni siquiera fue contabilizado para su jubilación.

## Reconocimiento en la actualidad
Los homosexuales fueron el último grupo de víctimas del nazismo en ser reconocido, en 1985, y no fue hasta el 2002 que el gobierno alemán anuló las sentencias nazis (anteriores a 1945; las posteriores nunca han sido anuladas) y pidió disculpas oficialmente a la comunidad. Un ejemplo de la resistencia a reconocer a los homosexuales como víctimas es la placa conmemorativa de piedra que grupos LGBT habían pagado de su bolsillo para que fuese colocada en el Campo de concentración de Dachau. La piedra tuvo que conservarse en una iglesia de Dachau hasta que, diez años después, los homosexuales fueron aceptados como víctimas y se trasladó al campo mismo.

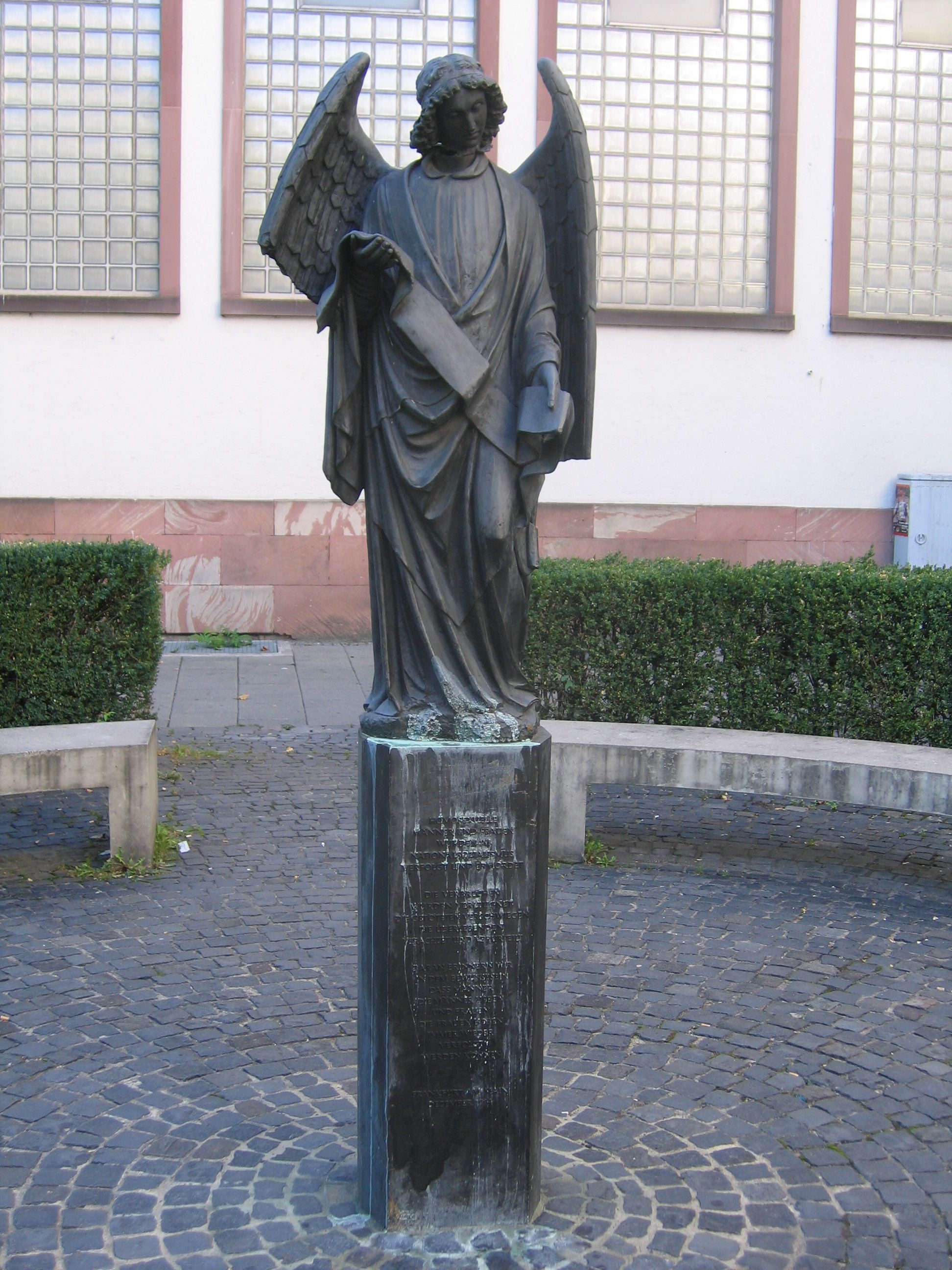
Ángel de Frankfurt

Algunas ciudades han erigido monumentos para recordar a los miles de homosexuales que fueron asesinados durante el Holocausto. Los principales se encuentran en Berlín, Frankfurt y Colonia en Alemania; y en Ámsterdam, San Francisco y Barcelona.
El Parlamento Europeo marcó el aniversario del Holocausto en el 2005 con un minuto de silencio y el paso de la siguiente resolución:

El campo de exterminio de Auschwitz-Birkenau, donde cientos de miles de judíos, gitanos, homosexuales, polacos y otros prisioneros de varias nacionalidades fueron asesinados, no sólo es una buena ocasión para condenar y recordar a los ciudadanos europeos el inmenso horror y la tragedia del Holocausto, pero también para mencionar el inquietante incremento del antisemitismo y especialmente de los incidentes antisemitas en Europa, y para aprender de nuevo la lección sobre los peligros de perseguir a las personas por su raza, origen étnico, religión, opinión política u orientación sexual.

El ángel de Frankfurt fue el primer monumento de Alemania en memoria de los homosexuales perseguidos por el nazismo, y posteriormente, bajo el artículo 175 del código penal alemán. Como su nombre indica el monumento es la estatua de un ángel sujetando una banda. En la base de la estatua hay una inscripción en alemán que dice: "Los hombres y mujeres homosexuales fueron perseguidos y asesinados durante el régimen nacionalsocialista. La matanza fue ocultada y negada, despreciando y condenando a los supervivientes. Por ello los recordamos y a los hombres que aman a otros hombres y las mujeres que aman a otras mujeres que frecuentemente todavía siguen siendo perseguidos. Frankfurt del Meno. Diciembre 1994." La obra fue el primer monumento conmemorativo de las víctimas homosexuales del holocausto en Alemania. Los siguientes en ser erigidos en Alemania fueron el Triángulo rosa de Colonia (1995) y Monumento a los homosexuales perseguidos por el nazismo en Berlín (2008).